# SPSS
SPSS (zkratka původně znamenala Statistical Package for the Social Sciences) je americká softwarová firma sídlící v Chicagu, od roku 2009 vlastněná společností IBM, která dodává především statistický a analytický software, především univerzální softwarový balík označovaný jako IBM SPSS , předtím v letech 2009 až 2010 PASW (Predictive Analytics SoftWare), předtím před rokem 2009 SPSS. Software dodávaný od roku 1968 patří k předním hráčům na trhu analytických nástrojů. Software je vybaven vlastním makrojazykem, novější verze mohou být rovněž skriptovány jazykem Python.
Dále společnost vyrábí SPSS Modeler pro data mining a produkty pro pořizování a sběr dat i software pro prezentace, pro distribuce a aplikace modelů a výsledků analýz. SPSS Modeler se používá k vytvoření prediktivních modelů a plnění dalších analytických úkolů. Má vizuální rozhraní, které umožňuje uživatelům využívat algoritmy statistiky a dolování dat bez nutnosti programování.

## Společnosti SPSS CR (Acrea)
Společnost SPSS CR, spol. s r.o., je distributorem softwaru SPSS společnosti IBM v České a Slovenské republice a poskytovatelem analytických a statistických služeb v České a Slovenské republice. Společnost je GOLD partnerem IBM v oblasti řešení postavených na SPSS. Společnost SPSS CR byla založena v roce 1998 a nabízí široké portfolio programů zaměřených na statistické analýzy, business intelligence, data mining, na analýzy v marketingu, sběr dat a prezentaci výsledků. Dále poskytuje statistické služby, analýzy, modelování, predikce, řešení analytického CRM, nabízí výuku statistiky a poradenství v daném oboru.